# William Arrowsmith
William Ayres Arrowsmith (* 13. April 1924 in Orange, New Jersey; † 20. Februar 1992 in Boston) war ein klassischer Philologe und vergleichender Literaturwissenschaftler.
Arrowsmith  studierte an der Oxford University und an der Princeton University. Er erhielt für sein Werk zwölf Ehrendoktorate, den Prix de Rome, ein Guggenheim-Stipendium und den Eugenio-Montale-Preis. In Deutschland ist er vor allem durch seine Übersetzung der Rede des Häuptlings Seattle bekannt geworden. 1980 erhielt er für die Übersetzung von Hard Labor den National Book Award for Translated Literature.
Seine Enkelin Nina Arrowsmith (* 13. September 1979) gründete 2005 in Hamburg die Literatur- und Konzeptagentur Arrowsmith Agency.

## Schriften (Auswahl)
- Arrowsmith, William [Hrsg.]: Die Erde ist unsere Mutter : die großen Reden der Indianerhäuptlinge. München: Heyne, 1995